# Basalt
Basalt er en bjergart opstået ved størkning af magma. Basalt består af diverse silikater f.eks. olivin, pyroxen, amfibol og anorthit (Ca-rig feldspat). Densiteten af basalt er mellem 2,8 og 3,011 g pr cm3.
Havbunden under de sedimentære aflejringer består af basalt. Den er den hyppigst forekommende bjergart på overfladerne af Jorden, Merkur, Venus, Mars og Månen. Mange meteoritter består af basaltisk materiale.
Opsmeltet kappe vil typiske danne basaltisk magma, der er den basale udgangsmagma. Hvis magmaet størkner hurtigt bliver det finkornet basalt, hvis det størkner langsomt bliver det til grovkornet gabbro.
Basalt anvendes som underlag i veje og som skærver i togspor.

## Succesfuld langtidslagring af CO2i basalt
"Nydannet" basalt reagerer med kuldioxyd opløst i vand under dannelse af kalksten og kan dermed anvendes til langtidssikker Geologisk CO2-lagring.